# Cassina de' Pomm
La cassina de' Pomm (cascina delle mele in lingua italiana) è una cascina a corte di Milano situata in via Melchiorre Gioia, lungo il Naviglio della Martesana, che risale al XV secolo.

## Storia

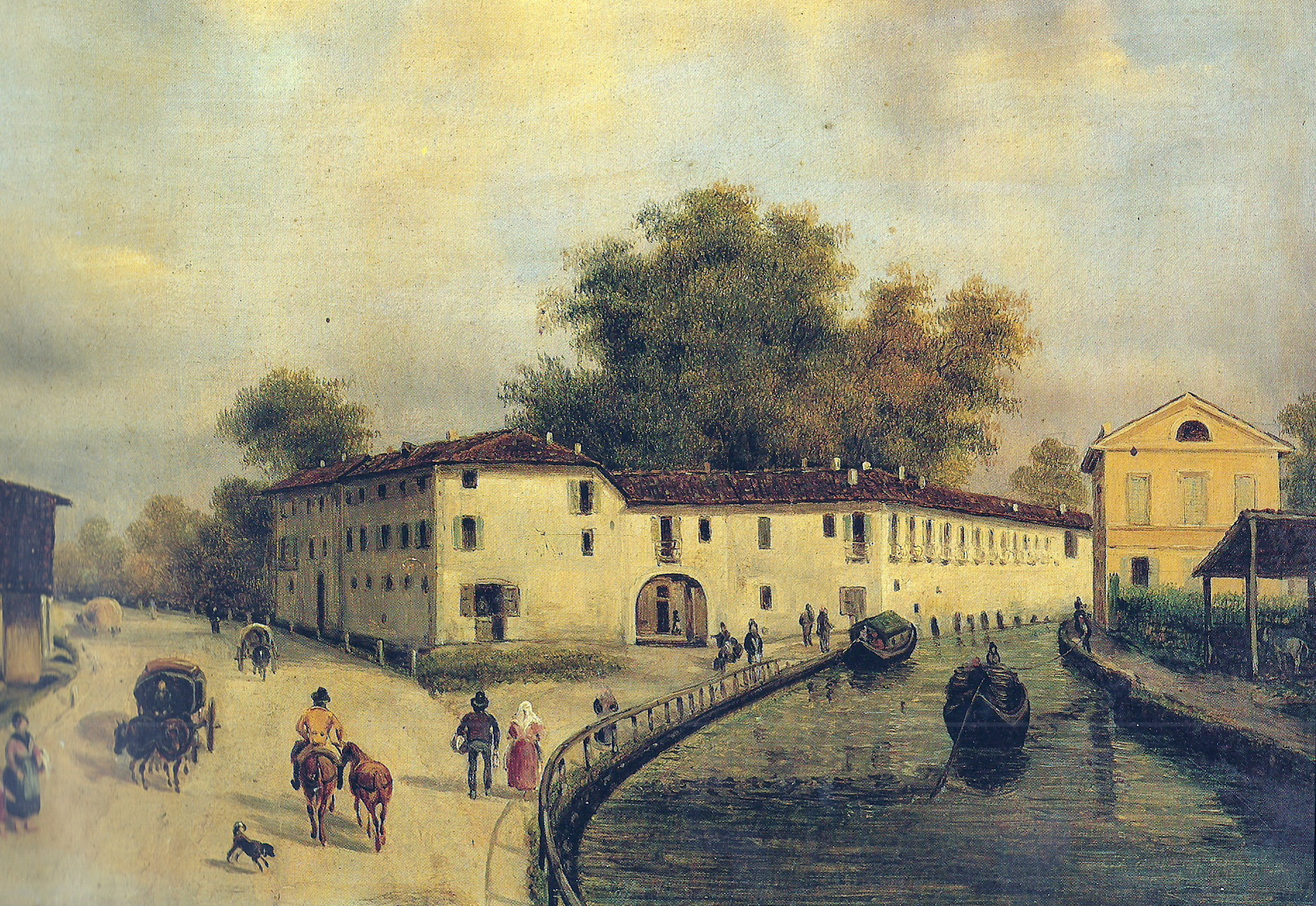
Cassina de' Pomm in un dipinto precedente al 1837

Cassina de' Pomm negli anni cinquanta del XX secolo

La cassina de' Pomm faceva parte di un articolato sistema di terreni destinato alla coltivazione di frutteti di mele (da cui deriva il nome della cascina) che fu voluto da Francesco Sforza nel XV secolo. Realizzata nel XV secolo contestualmente alla piantumazione dei frutteti di mele, ampliata nel XVI secolo con la costruzione dell'ala padronale e restaurata nel corso XVIII secolo con la trasformazione in albergo, è tra le più antiche cascine rimaste intatte della città.
Viste la sua felice posizione e l'ambiente in cui era immersa, la cassina de' Pomm fu prima acquistata dalla famiglia nobiliare dei Marino e poi passò, nel Cinquecento, ai De Leyva (una delle figlie di Giovanni Marino, Virginia, andò infatti in sposa a Martino de Leyva: la loro figlia Marianna ispirò Alessandro Manzoni per il personaggio della Monaca di Monza de I promessi sposi): entrambe le famiglie nobiliari la utilizzarono come meta di villeggiatura. Furono i De Leyva, nel XVI secolo, ad ampliare la villa costruendo l'ala padronale, che venne destinata a zona adibita al soggiorno per villeggiatura.
Dato che era zona di passaggio anche lungo la direttrice Milano-Monza, nel XVIII secolo fu deciso di trasformare la cassina de' Pomm in un albergo: iniziò inoltre a essere usata come punto di cambio dei cavalli lungo il Naviglio della Martesana. Quest'ultimo utilizzo fu attivo fino all'avvento dei trasporti moderno. In questo contesto ospitò nel tempo personalità celebri in visita a Milano, ed è da queste ricordata in alcune delle loro composizioni: si possono trovare dei riferimenti alla cascina nelle opere di Stendhal, Giacomo Casanova e Carlo Porta. Altre personalità celebri che pernottarono presso la cassina de' Pomm furono Giuseppe Garibaldi e Napoleone Bonaparte. Cessata la funzione di albergo, fu trasformata in un'osteria.

Cassina de' Pomm negli anni cinquanta del XX secolo

La cassina de' Pomm diventò in seguito, a partire dagli anni sessanta del XX secolo e per tutto il decennio successivo, quando era in auge la cosiddetta "Milano da bere", un ristorante alla moda frequentato da politici e personaggi dello spettacolo. Il ristorante è stato poi chiuso, e l'unico esercizio pubblico rimasto attivo nella cascina è un pub birreria, mentre la restante parte del complesso architettonico è ora composta da alloggi residenziali. Da fine 2018, l'area del ristorante è stata convertita in uffici ed ospita un'agenzia di comunicazione.
Degno di nota è un piccolo ponte in ferro che scavalca il Naviglio della Martesana in corrispondenza della cassina de' Pomm e che è stato realizzato all'inizio del XX secolo. È chiamato, in dialetto milanese, el pont del pan fiss (it. "ponte del pane sicuro") per via della presenza, nei suoi pressi, della fabbrica di candele Bonomi, ora non più esistente, che permetteva agli operai che vi lavoravano di avere un lavoro sicuro, da cui il nome del ponte, chiuso dal 2021 perché pericolante.  Sull'area dove un tempo sorgeva tale stabilimento ora è presente un parco pubblico chiamato giardino Cassina de Pomm. Dell'antica fabbrica si sono conservate le mura di cinta, che delimitano ancora oggi i confini del parco.

## Architettura
La cascina, situata in via Melchiorre Gioia lungo il Naviglio della Martesana poco prima che quest'ultimo inizi a scorrere sotto il manto stradale, si presenta come una tipica antica costruzione a corte. Il profilo esterno dell'edificio ha una sagoma poligonale che è frutto di ampliamenti e realizzazioni che sono avvenute nel corso dei secoli. Il corpo principale, che ha una forma trapezoidale, è a due piani e presenta degli abbaini nel sottotetto. Il cortile del corpo principale del complesso edilizio è caratterizzato da un porticato che un tempo ospitava le stalle per il cambio dei cavalli.